# دارم یه قایق تفریحی می‌گیرم
دارم یه قایق تفریحی می‌گیرم (انگلیسی: I'm Getting a Yacht) یک فیلم کمدی ایتالیایی به کارگردانی سرجو کوربوچی است که در سال ۱۹۸۰ منتشر شد.

## گزیدهٔ بازیگران
- جانی دورلی
- لائورا آنتونلی
- کریستین دسیکا
- دانیلا پوجی
- دانیله فورمیکا
- فرانکو جاکوبینی
- سال بورجسه